# Zeppelin-SNCASO ZSO 523
Die Zeppelin-SNCASO ZSO 523 war das Projekt eines deutschen Großraum-Transportflugzeugs aus dem Zweiten Weltkrieg, das die Messerschmitt Me 323 ablösen sollte. Es kam über die Attrappenbauphase nicht hinaus.

## Entwicklung
Da sich die Me 323 „Gigant“ zwar gut in ihrer Rolle als schweres Transportflugzeug bewährte, ihre Zahl aber im Verlauf des immer länger andauernden Krieges immer geringer wurde, wandte sich das Reichsluftfahrtministerium (RLM) zu Beginn des Jahres 1943 an die Messerschmitt AG um eine vergrößerte Weiterentwicklung. Das Unternehmen war jedoch mit der Produktion von Jagdflugzeugen ausgelastet und so wurde der Auftrag an den Luftschiffbau Zeppelin weitergereicht. Dort wurden anfangs Studien unter den Bezeichnungen ZMe 323 G und ZMe 323 H als verbesserte Me 323 projektiert, doch schließlich entschloss man sich, auf der Grundlage der „Gigant“ eine vergrößerte, völlige Neukonstruktion zu entwickeln. Zum Ende des Jahres 1943 begannen unter Walter Stender (1905–2000) die Arbeiten. Gemäß den technischen Richtlinien des RLM vom 27. Juli des Jahres wurden zunächst Gnome-Rhône-Antriebe von je 2100 PS vorgesehen. Es zeigte sich bei diesem Großprojekt aber schnell, dass die Zeppelin-Konstruktionsabteilung an ihre personellen Grenzen stieß und so wurde bei Société Nationale de Constructions Aéronautiques du Sud-Ouest (SNCASO) im besetzten Frankreich, die über ein großes Konstruktionsbüro verfügte, um Hilfe ersucht. Von nun an lief das Projekt unter der Bezeichnung ZSO 523 (ZSO für Zeppelin/Sud-Ouest); die Pläne wurden leicht überarbeitet und mit der Anfertigung entsprechender Bauvorrichtungen begonnen. Ein offizieller Entwicklungs- und Bauauftrag des RLM unter der Nummer 8-523 erfolgte etwa Mitte 1944, am 9. September wurde eine Projektbeschreibung fertiggestellt und am 30. September ausgegeben. In ihr wurde unter anderem auch die Möglichkeit stärkerer Motoren von vorerst bis 2500 PS vorgesehen. Auch eine Rumpfattrappe in der vorgesehenen Stahlrohrbauweise befand sich im Bau. Mit ihr wurden Beladungstests mit Fahrzeugen unterschiedlicher Art vorgenommen. Der Vormarsch der Westalliierten und die Einnahme des Werks im Herbst 1944 beendete alle Arbeiten an der ZSO 523. Die SNCASO zeigte sich zwar nach Kriegsende dank komplett vorhandener Konstruktionspläne daran interessiert, den Bau eines Prototyps fortzusetzen, scheiterte aber an den finanziellen Rahmenbedingungen für ein Projekt dieser Größenordnung. Nach Angaben des technischen Zeichners Ivo Schneider, der ab 1943 bei der SNCASO beschäftigt war, wurden letztlich aufgrund dieser Tatsache sämtliche Pläne mitsamt der bereits existierenden Bauvorrichtungen und Spezialwerkzeuge um 1948 an den britischen Flugzeughersteller Bristol verkauft.
Ein weiteres Großflugzeug projektierte Walter Stender bei Zeppelin im Frühjahr 1945. Das Großraumflugzeug mit 64,00 m Spannweite, 45,00 m Länge und 13,50 m Höhe sollte bei einer Startmasse von 100.000 kg eine Nutzlast von 20.000 kg bei einer Reisegeschwindigkeit von 365 km/h (Höchstgeschwindigkeit 425 km/h) über eine Entfernung von maximal 3.500 km befördern können. Die Unterbringung der Fluggäste mit 6.000 kg Gesamtmasse zuzüglich 14.000 kg Fracht wäre in zwei übereinander gelegenen Decks erfolgt. Als Antrieb waren acht DB-603-Triebwerke mit je 1.750 PS vorgesehen, die, in Druckkonfiguration an den Tragflächenhinterkanten paarweise in spitzem Winkel nebeneinander angeordnet, vier Luftschrauben über gemeinsame Wellen angetrieben hätten. Für den weltweiten Einsatz auch auf unbefestigten Flugplätzen sollte der Typ im Rumpf untergebrachte Hauptfahrwerke mit jeweils vier hintereinander angeordneten Rädern der Größe 1.750 × 620 mm erhalten. Der Zugang beziehungsweise die Beladung sollte über absenkbare Bug- und Heckklappen bewerkstelligt werden. Wie die ZSO 523 wurde auch diese Stender-Konstruktion nicht verwirklicht.

## Konstruktion
Die ZSO 523 wurde als Schulterdecker in Holz-Stahlrohr-Gemischtbauweise projektiert. Der im Rumpf untergebrachte großvolumige Frachtraum vom 280 m³ besaß fast das dreifache des Rauminhalts der Me 323 (108 m³). Somit fand darin ein kompletter Me-323-Rumpf Platz. Die aufgesetzte Besatzungskabine im Bugbereich war großzügig verglast und diente zwei Flugzeugführern, einem Navigator und einem Bordmechaniker als Arbeitsplatz. Später war als fünftes Mitglied noch ein Beladewart vorgesehen. Das achträdrige Fahrwerk befand sich in Längswülsten beidseitig des Rumpfs. Zur Beladung konnten die Räder hydraulisch abgesenkt werden, so dass sich der Rumpf ebenerdig befand und der Zugang über das rechts angeschlagene Bugtor erfolgen konnte. Da sich am Heck zudem eine nach unten aufklappbare Rampe befand, war der Laderaum durchgängig nutzbar. Für einen besseren Zugang wurden bei Wartungsarbeiten nur die hinteren Räder abgesenkt und der hintere Rumpf ebenerdig aufgesetzt. Das Fahrwerk war so ausbalanciert, das ein Bugrad entfallen konnte. Während des Fluges wurden die Räder zu drei Vierteln in die Radkästen eingezogen.
Die dreiteilige Tragfläche war zu den Fahrwerkskästen hin abgestrebt und bis zum äußeren Triebwerk viereckig; die Außenflügel wiesen Trapezform auf. Sie verfügte über Querruder mit ±20° Ausschlag, Hilfsruder mit Innenausgleich und Spaltklappen mit einem Ausschlag bis zu 50°. Die Spannweite war bewusst auf 70 m begrenzt, um das Flugzeug in den üblichen Hallen unterbringen zu können. Die ZSO 523 besaß ein Doppelleitwerk mit Höhenflosse in 8°-V-Stellung und zwei Seitenleitwerks-Endscheiben im 90°-Winkel dazu.

## Technische Daten
| Kenngröße              | Daten (ZSO 523-0)                     | Daten (ZSO 523-A)                     |
| ---------------------- | ------------------------------------- | ------------------------------------- |
| Besatzung              | 4                                     | 4                                     |
| Spannweite             | 70 m                                  | 70 m                                  |
| Länge                  | 40 m                                  | 40 m                                  |
| Höhe                   | 11 m                                  | 11 m                                  |
| Flügelfläche           | 456 m²                                | 456 m²                                |
| Flügelstreckung        | 10,75                                 | 10,75                                 |
| Laderaum               | Länge 26 m Fläche 67 m² Inhalt 280 m³ | Länge 26 m Fläche 67 m² Inhalt 280 m³ |
| Rüstmasse              | 48.200 kg                             | 53.300 kg                             |
| Startmasse             | normal 85.000 kg maximal 95.000 kg    | normal 95.000 kg maximal 105.000 kg   |
| Antrieb                | sechs Gnome-Rhône 18 R                | sechs Junkers Jumo 222 A              |
| Startleistung          | je 2.100 PS (1.545 kW)                | je 2.500 PS (1.839 kW)                |
| Reisegeschwindigkeit   | 300 km/h                              |                                       |
| Mindestgeschwindigkeit | 150 km/h                              |                                       |
| Landegeschwindigkeit   | 130 km/h                              |                                       |
| Steiggeschwindigkeit   | 3 m/s                                 |                                       |
| Reichweite             | 2.300 km                              | 2.050 km                              |
| Startstrecke           | 1.100 m                               |                                       |
| Landestrecke           | 600 m                                 |                                       |